# 蔬菜箱方案

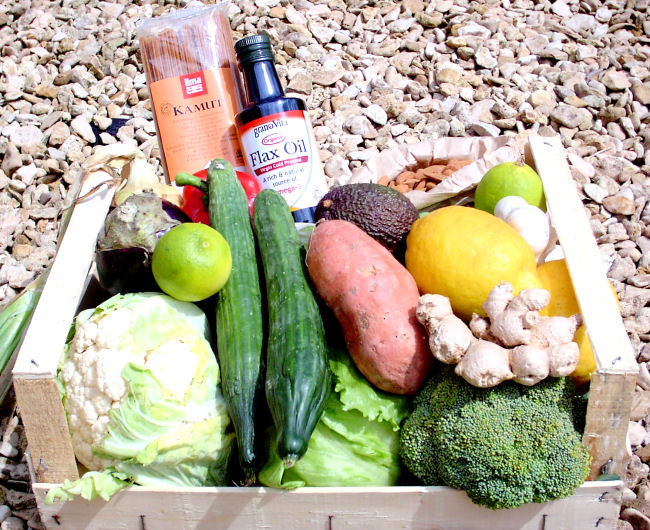
蔬菜箱

蔬菜箱方案是將新鮮水果和蔬菜（通常是當地種植的）和有機食品，由種植者合作社和批發商網絡提供的產品直接運送到客戶。通常，這些產品固定份量出售，而且根據季節的不同，產品可能會有所不同。

## 另見
- 生態農業

### 引用
1. ↑  . BBC Green.   [2008-08-10]. （原始内容存档于June 14, 2013）.